# グランド・ホテル形式
グランド・ホテル形式（グランド・ホテルけいしき）は、映画や小説、演劇などで、ホテルのようなあるひとつの場所を舞台に、特定の主人公を設けず、そこに集う複数の登場人物の人間ドラマを並行して描く物語の手法である。グランドホテル形式、グランド・ホテル方式、グランドホテル方式とも表記される。英語ではグランド・ホテル・テーマ（Grand Hotel theme）と呼ばれる。1932年のアメリカ映画『グランド・ホテル』（1932年）で用いられたためこの名が付いているが、その原型は小説『ゴリオ爺さん』などに見いだされる。この手法を用いた主な映画には『大空港』（1970年）や『タワーリング・インフェルノ』（1974年）、『THE 有頂天ホテル』（2006年）、主な小説には『幸福号出帆』（1955年）などがある。

## 定義・構造
グランド・ホテル形式は、物語が展開される空間があるひとつの場所に限定されている。それはホテルのような大きな場所となる場合が基本だが、とくに船や列車などの乗り物を舞台とする場合は「動くグランド・ホテル形式」と呼ぶこともある。グランド・ホテル形式の物語は、そのような特定の場所に集まったり、出入りしたりする人物が織りなす人間模様を描いている。これらの人物はお互いに無関係であることが多い。登場人物が多数となるため、映画ではたいていの場合がオールスター・キャストになるが、和田誠はそれが「グランド・ホテル形式のひとつの魅力」になると述べている。
グランド・ホテル形式のそれぞれの人物の物語は、群像劇の手法で描かれる。群像劇は絶対的な主人公となる人物を設けず、複数の主人公格の登場人物の物語を織り交ぜて描く手法のことであり、このようなキャスティングの仕方はアンサンブル・キャストと呼ばれる。登場人物の多いグランド・ホテル形式も、特定の主人公を設定して物語を展開する形式をとらずに、複数の人物を個別に描き、独立したシークエンスを多数配置して、それぞれの物語を並行的に描いている。
演劇評論家の菅井幸雄は、グランド・ホテル形式を演劇において人生を表現する手法として説明し、登場人物と劇的状況との関係付けという点で「駅馬車形式」との類似性を指摘している。菅井の説明によると、駅馬車方式は、ジョン・フォード監督の西部劇『駅馬車』（1939年）に因んで、駅馬車のようなひとつの箱のような空間に「いろいろな人間を入れこみ、その人間たちがある時間からある時間の経過のなかで、その人生の変化を表現する」という手法であり、グランド・ホテル形式は駅馬車形式に対して、ただひとつの場所の中にいろいろな人間を出入りさせ、そこにおける人生を表現する手法であるという。
英語では「グランド・ホテル・テーマ（Grand Hotel theme）」という言葉が存在し、グランド・ホテル形式と同じ意味の用語として説明されている。作家のゴリアルダ・サピエンツァは著書『The Art of Joy』の中で、グランド・ホテル・テーマを「空港、客船、ホテルなどの大きくて賑やかな空間で、お互いの存在を知らないかもしれないが、人生の一部が奇妙な方法で重なり合っている、さまざまな人物の活動を描いたドラマ映画の手法」であると説明している。映画研究者のデヴィッド・ボードウェルは、このような形式の基本的なプロットは「不運なロマンス、登場人物間の対比、交じり合う因果関係、劇的な危機とありふれた日常の対比から織りなされている」と指摘している。

## 由来
グランド・ホテル形式の名前の由来となったのは、1932年にエドマンド・グールディングが監督したアメリカ映画『グランド・ホテル』である。この作品ではベルリンのとあるホテルを舞台に、そこに集う宿泊客たちの1日の人生の縮図を描いている。落ち目のバレリーナや男爵を自称する宝石泥棒、余命いくばくもない中年の会社員、破産寸前の会社社長、野心家の貧しい女性速記者、ホテル住まいの退役軍人などの人物を交差させて物語を構築しており、グレタ・ガルボ、ジョン・バリモア、ジョーン・クロフォード、ウォーレス・ビアリー、ライオネル・バリモアの5人のスターが共演した。この作品がアカデミー賞作品賞を受賞して大きな話題を呼んだことで、グランド・ホテル形式という用語が普及し、その後の多くの映画や小説で用いられた。
鹿島茂によると、グランド・ホテル形式の原型は、1835年のオノレ・ド・バルザックの小説『ゴリオ爺さん』で下宿屋ヴォケール館を舞台に展開される物語に見いだされるという。また、ミステリ評論家の霜月蒼によると、1928年のアガサ・クリスティの小説『青列車の秘密』もさまざまな人物が列車に乗り合わせて物語が展開されることから、『グランド・ホテル』に先駆けてグランド・ホテル形式を使用した作品であるという。

## 作品一覧

### 映画
| 年     | - 邦題 - 原題                                         | 国                               | 監督                           | 物語の舞台                     | 出典          |
| ------ | ----------------------------------------------------- | -------------------------------- | ------------------------------ | ------------------------------ | ------------- |
| 1932年 | - グランド・ホテル - Grand Hotel                      | アメリカ合衆国                   | エドマンド・グールディング     | ホテル                         | [ 1 ]         |
| 1935年 | 国定忠治                                              | 日本                             | 山中貞雄                       | 旅籠・信濃屋                   | [ 22 ]        |
| 1937年 | 人情紙風船                                            | 日本                             | 山中貞雄                       | 長屋                           | [ 22 ]        |
| 1949年 | - 三十六時間 - The Lost People                        | イギリス                         | バーナード・ノールズ           | 劇場                           | [ 23 ]        |
| 1954年 | - 紅の翼 - The High and the Mighty                    | アメリカ合衆国                   | ウィリアム・A・ウェルマン      | 旅客機                         | [ 24 ] [ 25 ] |
| 1955年 | 血槍富士                                              | 日本                             | 内田吐夢                       | 宿場                           | [ 26 ]        |
| 1955年 | たそがれ酒場                                          | 日本                             | 内田吐夢                       | 大衆酒場                       | [ 27 ]        |
| 1958年 | - 旅路 - Separate Tables                              | アメリカ合衆国                   | デルバート・マン               | ホテル                         | [ 28 ]        |
| 1961年 | かげろう侍                                            | 日本                             | 池広一夫                       | 温泉宿                         | [ 29 ]        |
| 1963年 | - 予期せぬ出来事 - The V.I.P.s                        | イギリス アメリカ合衆国          | アンソニー・アスキス           | 空港の待合室                   | [ 9 ]         |
| 1965年 | - 愚か者の船 - Ship of Fools                          | アメリカ合衆国                   | スタンリー・クレイマー         | 客船                           | [ 24 ] [ 30 ] |
| 1970年 | - 大空港 - Airport                                    | アメリカ合衆国                   | ジョージ・シートン             | リンカーン国際空港             | [ 31 ]        |
| 1972年 | - ポセイドン・アドベンチャー - The Poseidon Adventure | アメリカ合衆国                   | ロナルド・ニーム               | 客船                           | [ 24 ] [ 32 ] |
| 1973年 | - 迎春閣之風波 - 迎春閣之風波                         | イギリス領香港                   | キン・フー                     | 宿屋・迎春閣                   | [ 33 ]        |
| 1974年 | - タワーリング・インフェルノ - The Towering Inferno   | アメリカ合衆国                   | ジョン・ギラーミン             | 超高層ビル                     | [ 24 ] [ 32 ] |
| 1975年 | - ナッシュビル - Nashville                            | アメリカ合衆国                   | ロバート・アルトマン           | ナッシュビル                   |               |
| 1978年 | - カリフォルニア・スイート - California Suite         | アメリカ合衆国                   | ハーバート・ロス               | ホテル・カリフォルニア         | [ 11 ]        |
| 1999年 | - マグノリア - Magnolia                               | アメリカ合衆国                   | ポール・トーマス・アンダーソン | ロサンゼルス                   |               |
| 2001年 | - ゴスフォード・パーク - Gosford Park                 | イギリス イタリア アメリカ合衆国 | ロバート・アルトマン           | 貴族の別邸ゴスフォード・パーク | [ 34 ]        |
| 2006年 | - ボビー - Bobby                                      | アメリカ合衆国                   | エミリオ・エステベス           | アンバサダーホテル             | [ 35 ]        |
| 2006年 | THE 有頂天ホテル                                      | 日本                             | 三谷幸喜                       | ホテルアバンティ               | [ 36 ]        |
| 2011年 | - サウダーヂ - SAUDADE                                | 日本                             | 富田克也                       | 甲府市                         |               |
| 2017年 | 泥棒役者                                              | 日本                             | 西田征史                       | 豪邸                           | [ 37 ]        |

### 映画以外の作品
| 年          | - 邦題 - 原題                                  | ジャンル | 国       | 著者・演出者           | 物語の舞台                         | 出典   |
| ----------- | ---------------------------------------------- | -------- | -------- | ---------------------- | ---------------------------------- | ------ |
| 1835年      | - ゴリオ爺さん - Le Père Goriot                | 小説     | フランス | オノレ・ド・バルザック | 下宿屋ヴォケール館                 | [ 8 ]  |
| 1928年      | - 青列車の秘密 - The Mystery of the Blue Train | 小説     | イギリス | アガサ・クリスティ     | 特急列車「青列車」                 | [ 21 ] |
| 1955年      | 幸福号出帆                                     | 小説     | 日本     | 三島由紀夫             | オペラ歌手・歌子の邸宅の食堂兼居間 | [ 8 ]  |
| 1965年      | 西成山王ホテル                                 | 小説     | 日本     | 黒岩重吾               | 西成山王ホテル                     | [ 38 ] |
| 1973-2005年 | 御宿かわせみ                                   | 小説     | 日本     | 平岩弓枝               | 旅籠・かわせみ                     | [ 39 ] |
| 1984年      | HOTEL（第1話「オープニングストーリー」）       | 漫画     | 日本     | 石ノ森章太郎作         | ホテル・プラトン                   | [ 40 ] |
| 2003年      | 夏のグランドホテル                             | 小説     | 日本     | アンソロジー           | 海辺のホテル                       | [ 41 ] |
| 2005年      | ホテル ステラマリス                            | 舞台     | 日本     | 正塚晴彦演出           | ホテル・ステラマリス               | [ 42 ] |
| 2006年      | 泥棒役者                                       | 舞台     | 日本     | 西田征史作・演出       | 豪邸                               | [ 37 ] |
| 2012年      | 本日は大安なり                                 | 小説     | 日本     | 辻村深月               | 結婚式場                           | [ 6 ]  |